# James Blue
Pour les articles homonymes, voir Blue.
James Blue est un réalisateur et scénariste américain, né le 10 octobre 1930 à Tulsa (Oklahoma ), mort le 14 juin 1980 à Buffalo (État de New York). 

## Biographie
James Blue, ancien élève de l'IDHEC, a été nommé pour l'Oscar du meilleur film documentaire en 1969. Il a vécu à Alger où on l'appelait « l'Américain de Bab-El-Oued ».

## Filmographie
Réalisateur
- 1962 : Les Oliviers de la justice
- 1964 : The March (en)
- 1968 : A Few Notes on Our Food Problem (en)
- 1974 : Boran Women
- 1974 : Boran Herdsmen
- 1978 : Invisible City : The Houston Housing Crisis